# Fred i Son
Fred i Son és un grup de jangle pop i indie pop barceloní. Va començar com un «projecte casolà» de la parella Elisenda Daura i Xavi Rosés al voltant de l'any 2007, s'hi va incorporar un amic d'ambdós (Xesc Cabot) el 2009 i es va convertir en un quartet l'any 2010 amb la posterior inclusió de Cristian Palleja, també productor del primer àlbum comercial del grup («Diu que no sap què vol», 2010). El 24 d'abril de 2012 van treure el seu segon àlbum al mercat anomenat Un altre temps amb la discogràfica Sones.

## Història
Eli i Xavi es van conèixer el 2005. Ella va ser bateria de «Las Dolores» i Xavi guitarrista d'«Epic Kind», a més de ser baixista eventual de «Veracruz». El duo va començar la seva carrera escrivint junts cançons per al festival Minimúsica, dirigit als nens. El 2009, el baixista i guitarrista Xesc Cabot, va proposar a la parella que també produïssen música per a un públic adult, i va presentar la lletra de «Diu que no sap què vol», la música del qual va ser composta per Xavi i es convertiria en el primer gran èxit del grup i el número 20 en la llista de «Les millors cançons nacionals de 2010» a la revista Rockdelux. «Fred i Son» és la forma afectuosa com Eli i Xavi es referien a l'edredó que compartien a l'hivern. El terme es va originar molt abans que el grup hagués estat format.
Des de llavors el grup ha actuat en diversos festivals, i durant l'any 2009 ha gravat tres maquetes («En pijama», «Instrumentals» i «L'ull entorn»). A finals d'aquest any, van gravar el seu primer àlbum amb el segell discogràfic Sones —Diu que no sap què vol— llançat el 2010 amb repercussió a tot l'estat espanyol. Aquest mateix any, Fred i Son havien registrat la seva participació en Minimúsica, amb dues cançons a l'àlbum Els aliments («Patates amb mel» i «Crispetes de colors»).

## Discografia
| Any de llançament | Títol                  |
| ----------------- | ---------------------- |
| 2009              | En pijama              |
| 2009              | Instrumentals          |
| 2010              | Diu que no sap què vol |
| 2012              | Un altre temps         |
| 2014              | El carter              |